# Coye-la-Forêt
Coye-la-Forêt é uma comuna francesa na região administrativa de Altos da França, no departamento de Oise. Estende-se por uma área de 6,96 km². Em 2010 a comuna tinha 4 129 habitantes (densidade: 593,2 hab./km²).